# Schöftland
Schöftland is een gemeente en plaats in het Zwitserse kanton Aargau en maakt deel uit van het district Kulm.
Schöftland telt 4.046 inwoners.

## Geboren
- Marcel Bosker (1997), schaatser